# GE BB33
A GE BB33 foi uma locomotiva GE C33-7 adaptada com truques B-B+B-B (8 eixos com motores) ao invés dos originais C-C (6 eixos com motores), feita pela ferrovia América Latina Logística (ALL), visando principalmente a melhor utilização da potência do motor diesel e a distribuição de peso, sendo a principal alteração visível é a utilização de dois pares de truques ferroviários do tipo B-B, ao invés do tradicional C-C. 

## De C33-7 para BB33
BB33 trata-se de uma locomotiva GE C33-7 adaptada com truques B-B+B-B (8 eixos com motores) ao invés dos originais C-C (6 eixos com motores). Somente uma C33-7 foi comprada usada dos Estados Unidos pela ALL, mas importantes fatores obrigaram a grandes transformações nessa locomotiva. A bitola original standard (1.435mm) da máquina foi alterada para bitola métrica (1.000mm), mas o que determinou o teste dessa máquina experimental com utilização de 8 eixos foi a limitação de carga por eixo da ferrovia em alguns trechos (25t). Como a BB33 possui 180t, o que dá 30t/eixo, houve a necessidade de realizar a adaptação de truques B+B-B+B o que dá 22,5t/eixo, sem a necessidade de redução do peso da locomotiva, que prejudicaria sua aderência.

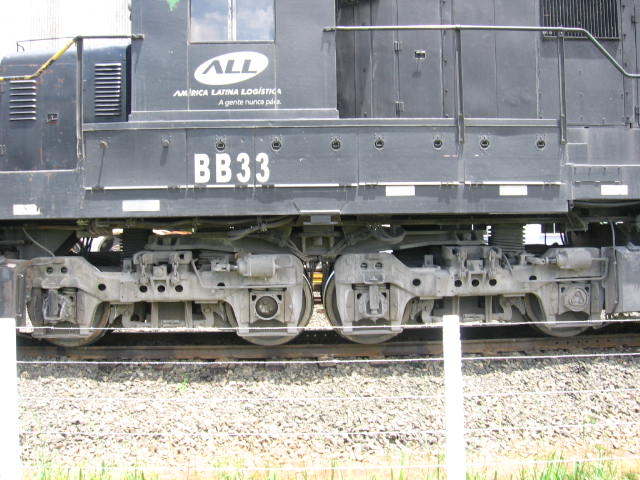
Truque B-B+B-B, com o Span-Bolster visível.

Por serem articulados, permitem que a locomotiva faça curvas de raio muito reduzido (80m no caso), com mais facilidade até que a original C-C, além da vantagem de se ter mais poder de tração já que sua potência de 3000 hp fica dividida pelos 8 motores ao invés de 6, proporcionando mais uniformidade na entrega de potência.
O motor diesel e o alternador não foram alterados, assim como diversos outros componentes como por exemplo a distância de centro de pião e compressor para os freios. Os motores de tração originais GM D77/87 tiveram que ser substituídos por motores modelo EF570 fabricados pela Eletrofan, por serem menores e caberem dentro dos truques de bitola métrica.
São montados em truques especialmente fundidos para elas pela Cruzaço, e cada par de truques apoiado sobre uma travessa, denominada Span-bolster. O custo dessa transformação girou na casa dos R$150.000,00 e foi utilizada pela EFVM nas suas EMD BB45-2, mas devido ao alto custo da modificação somente uma unidade foi convertida pela ALL.
A única unidade a ser modificada para BB33-7MP no Brasil é a locomotiva de número 7650 da ALL, que recebeu uma pintura especial comemorativa preta, e também recebeu um computador de bordo microprocessado, para melhorar sua aderência, controle de patinação e consumo de combustível como principais melhorias.